# كلايد إتش. سميث
كلايد إتش. سميث هو مدرس وسياسي أمريكي، ولد في 9 يونيو 1876 في مقاطعة سومرست في الولايات المتحدة، وتوفي في 8 أبريل 1940 في واشنطن العاصمة في الولايات المتحدة. نشط حزبياً في الحزب الجمهوري. وقد انتخب عضو مجلس نواب مين ‏ وانتخب عضو مجلس ولاية مين ‏ وانتخب عضو مجلس النواب الأمريكي.